# Nychiodes atlanticaria
Nychiodes atlanticaria är en fjärilsart som beskrevs av Leo Schwingenschuss 1936. Nychiodes atlanticaria ingår i släktet Nychiodes och familjen mätare. Inga underarter finns listade i Catalogue of Life.